# Route principale 30 (Suisse)
 (décembre 2023).
Si vous disposez d'ouvrages ou d'articles de référence ou si vous connaissez des sites web de qualité traitant du thème abordé ici, merci de compléter l'article en donnant les références utiles à sa vérifiabilité et en les liant à la section « Notes et références ».
Pour les articles homonymes, voir H30 et Route 30.
La Route principale 30 est une route principale suisse reliant le Jura bernois à Balsthal dans le Jura Soleurois. La route débute à La Cibourg, lieu-dit de la commune de La Ferrière, à l'intersection avec la route principale 18 à quelques kilomètres à l'est de La Chaux-de-Fonds.

## Parcours
- La Cibourg (La Ferrière)
- Renan
- Sonvilier

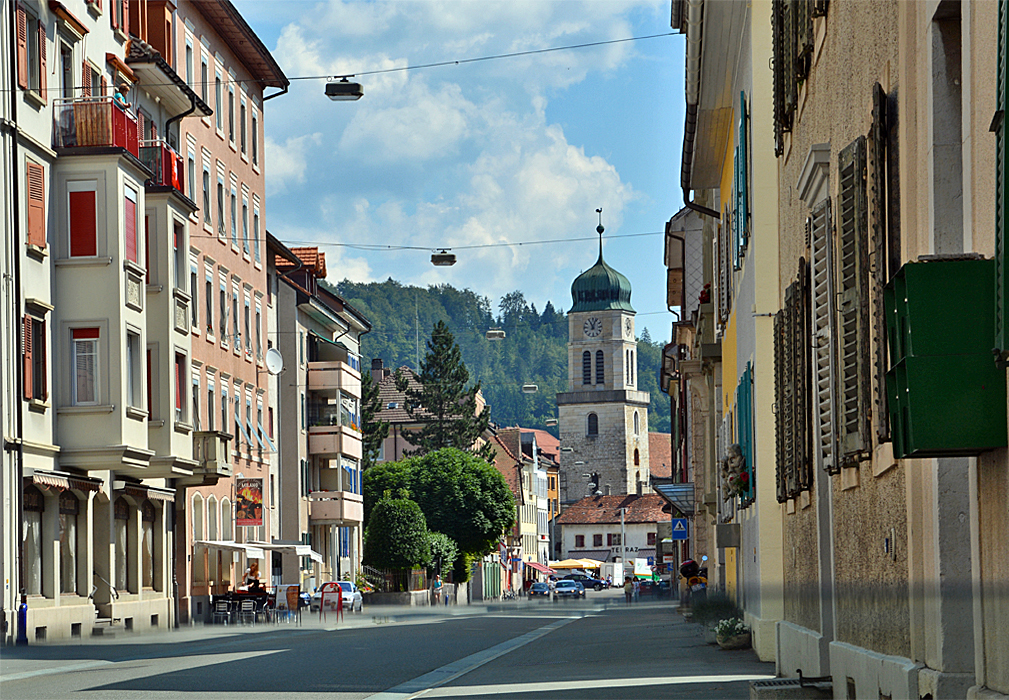
Saint-Imier
- Villeret
- Cormoret
- Courtelary
- Cortébert
- Corgémont
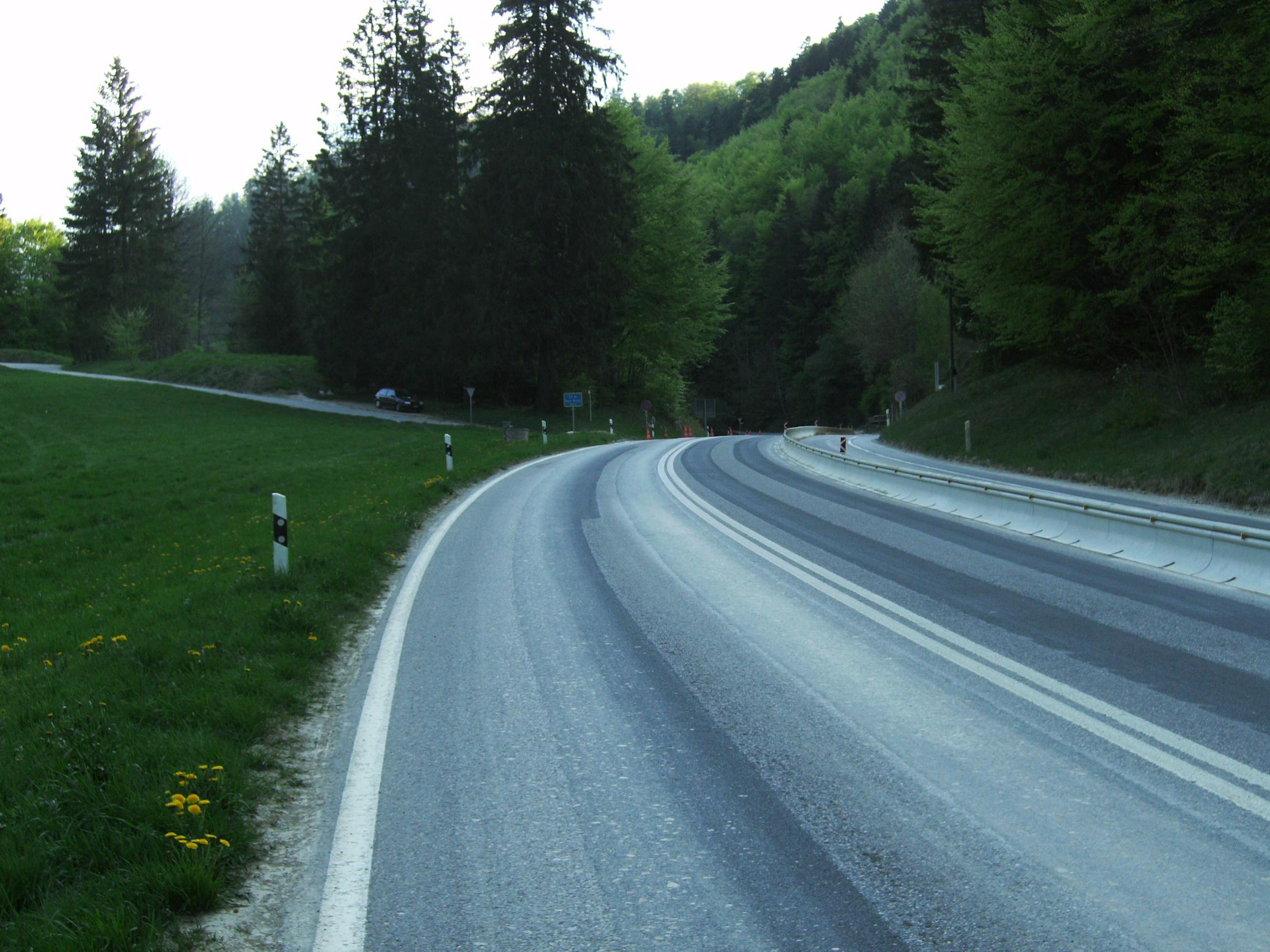
Sonceboz-Sombeval  (début tronçon commun) - Col de Pierre Pertuis
- Tavannes
- Reconvilier
- Loveresse
- Pontenet
- Malleray
- Bévilard
- Sorvilier
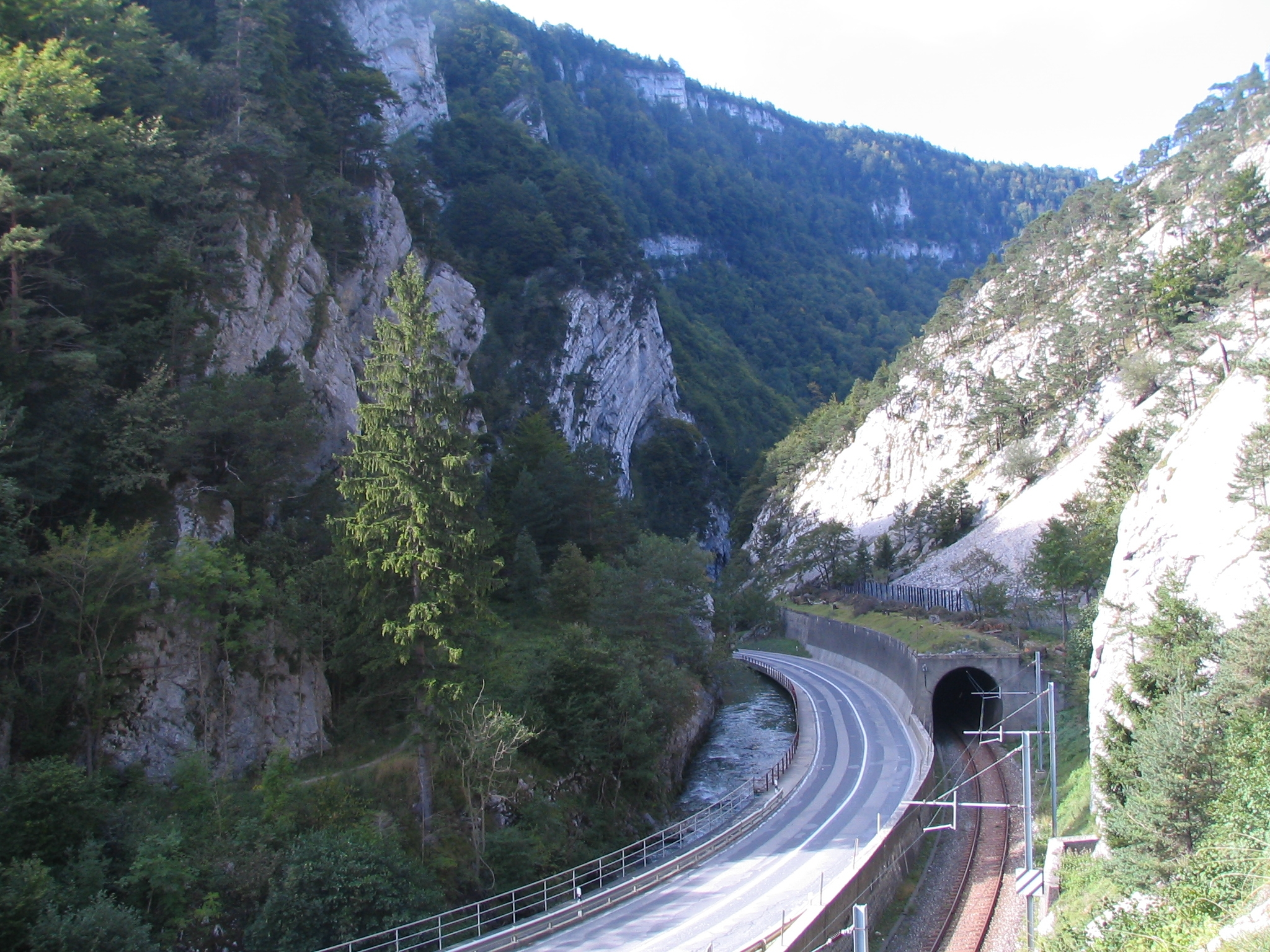
Court - Gorge de Court (cluse)
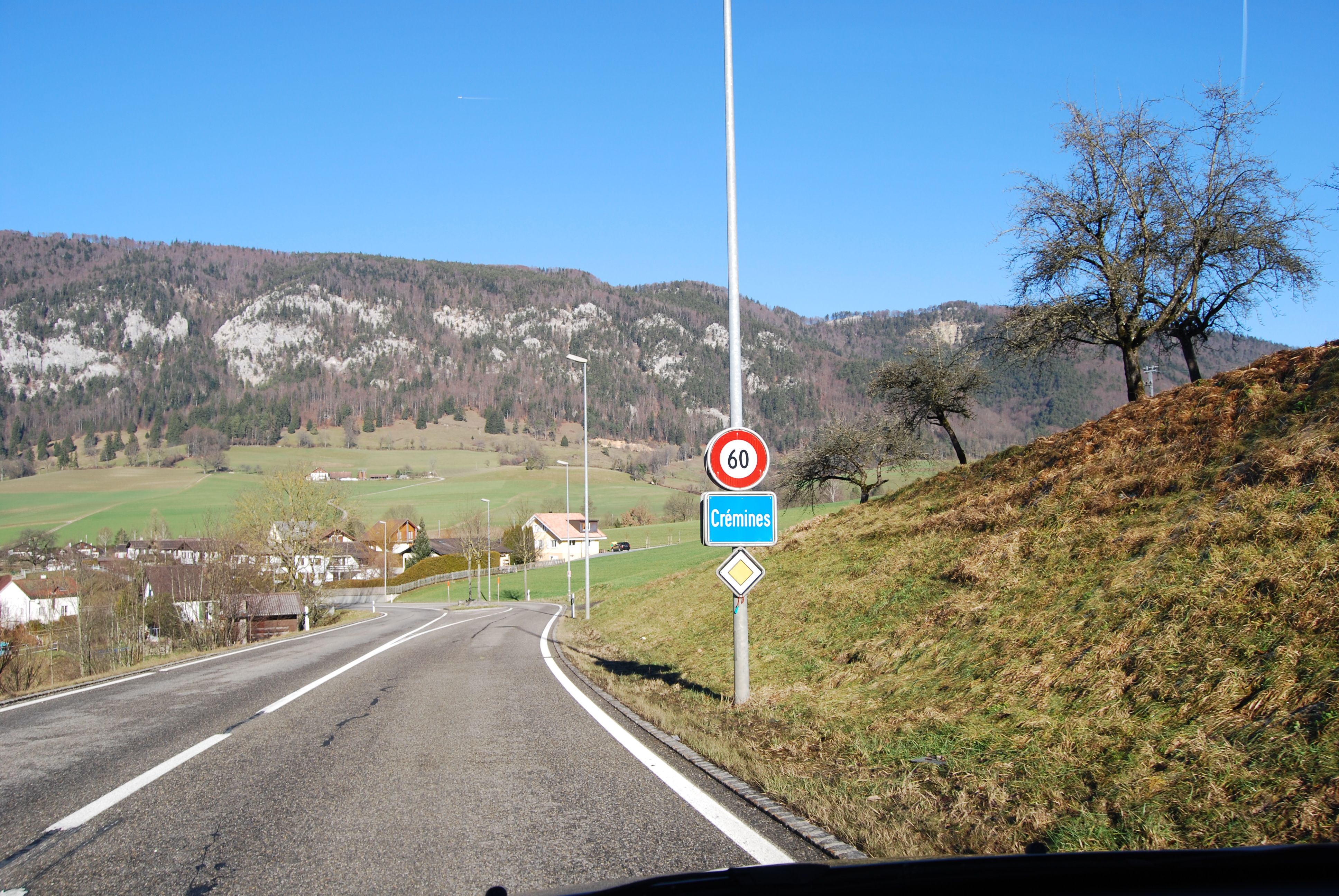
Crémines

- Moutier  (fin tronçon commun)
- Grandval
- Crémines
  - Limite Berne-Soleure (cluse)
- Gänsbrunnen
- Welschenrohr
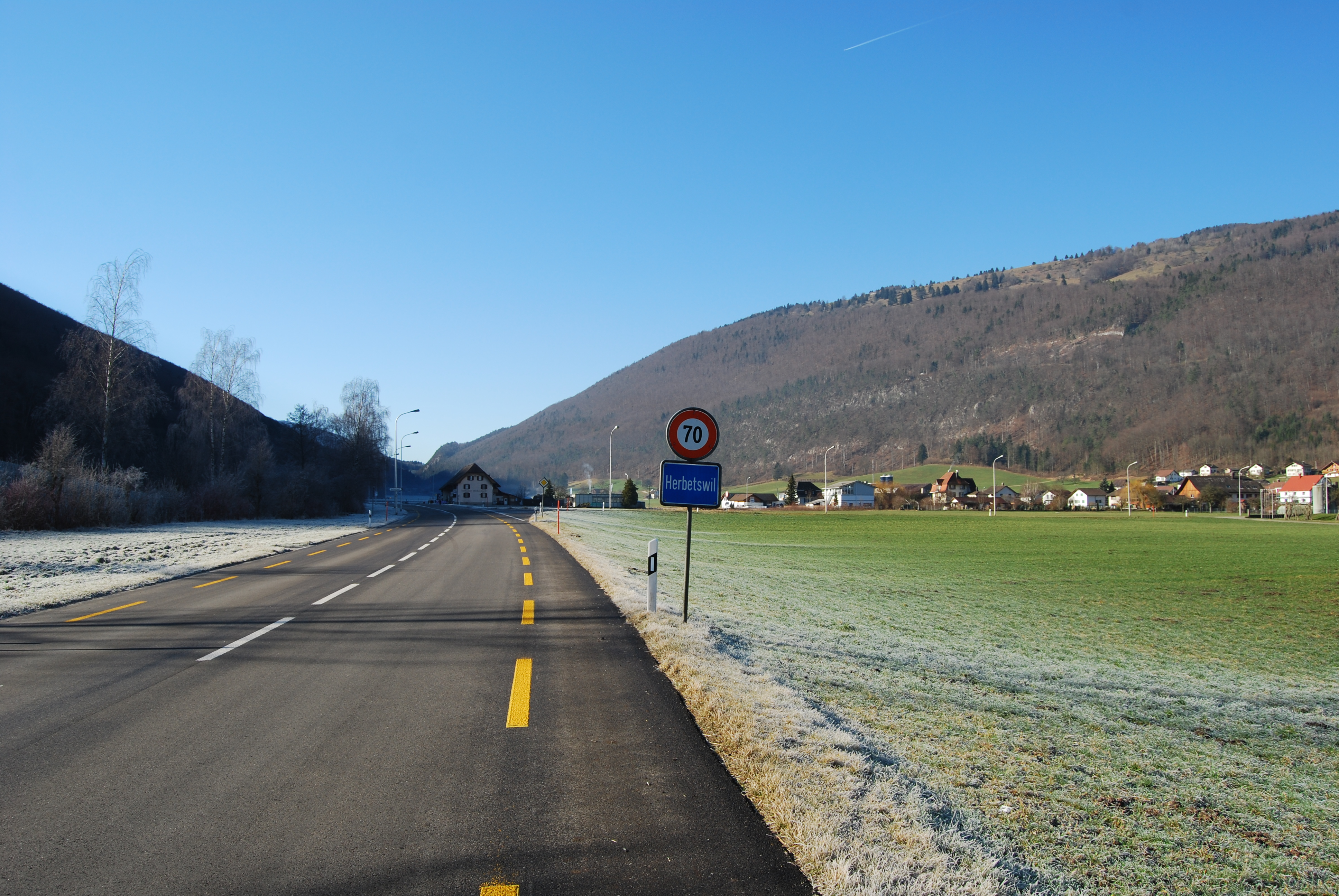
Herbetswil
- Matzendorf
- Laupersdorf
- Balsthal

- Saint-Imier
- Col de Pierre Pertuis
- Les gorges de Court
- Crémines
- Herbetswil